# Margaromma spatiosum
Margaromma spatiosum là một loài nhện trong họ Salticidae.
Loài này thuộc chi Margaromma. Margaromma spatiosum được Elizabeth Maria Gifford Peckham & George William Peckham miêu tả năm 1907.